# Michael Kelly (acteur)
Pour les articles homonymes, voir Michael Kelly.
Michael Joseph Kelly est un acteur américain, né le 22 mai 1969 à Philadelphie (Pennsylvanie).
Il est connu pour interpréter des seconds rôles au cinéma, notamment dans L'Échange ou Insaisissables, et à la télévision dans Generation Kill, Criminal Minds: Suspect Behavior, Person of Interest et House of Cards.

## Biographie
Né à Philadelphie (Pennsylvanie), Michael Joseph Kelly a grandi à Lawrenceville (Géorgie) où il étudie au Brookwood High School de Snellville.
Il a deux frères, Casey Kelly et Andrew Kelly et une sœur, Shannon Kelly.
Il s'inscrit au Coastal Carolina University (Caroline du Sud) pour suivre une formation juridique mais après avoir assisté à un cours de théâtre en option, il décide de se lancer dans le cinéma.

### Vie privée
Il est marié à Karyn Kelly (née Mendel) depuis 2005. Ils ont deux enfants, Clinton et Frankie Kelly.

## Carrière
Il fait sa première apparition au cinéma dans Origin of the Species. Il enchaîne alors les rôles aussi bien au cinéma qu'à la télévision.
En 2008, il joue dans L'Échange sous la direction de Clint Eastwood.
En 2011, il joue le rôle de l'agent spécial Jonathan « Prophète » Simms dans la série Criminal Minds : Suspect Behavior.
En 2013, il retrouve Zack Snyder (après L'Armée des morts en 2004) dans Man of Steel et joue avec l'actrice française Mélanie Laurent dans Insaisissables de Louis Leterrier. La même année, il joue dans la série House of Cards, jusqu'en 2018.
En 2019, il obtient un rôle dans Jack Ryan, avec John Krasinski. Il reprend son rôle dans la saison 3, diffusée en 2022; ainsi que la saison 4, diffusée en 2023.

## Filmographie

### Cinéma

#### Longs métrages
- 1998 : Origin of the Species d'Andres Heinz : un pécheur
- 1998 : River Red d'Eric Drilling : Frankie
- 1999 : Man on the Moon de Miloš Forman : Michael Kaufman
- 2000 : Incassable (Unbreakable) de M. Night Shyamalan : Docteur Dubin
- 2004 : L'Armée des morts (Dawn of the Dead) de Zack Snyder : CJ
- 2005 : Loggerheads de Tim Kirkman : George
- 2005 : L'Impasse : De la rue au pouvoir (Carlito's Way : Rise to Power) de Michael Bregman : Rocco
- 2006 : Invincible d'Ericson Core : Pete
- 2007 : Broken English de Zoe R. Cassavetes : Guy
- 2007 : Tooth and Nail de Mark Young : Viper
- 2008 : L'Échange (Changeling) de Clint Eastwood : Lieutenant Lester Ybarra
- 2008 : The Narrows de François Velle : Danny
- 2009 : Traqués (Tenderness) de John Polson : Gary, le petit ami de Marsha
- 2009 : Que justice soit faite (Law Abiding Citizen) de F. Gary Gray : Bray
- 2009 : Où sont passés les Morgan ? (Did you Hear about the Morgans ?) de Marc Lawrence : Vincent
- 2009 : The Afterlight de Craig Macneill : Andrew
- 2010 : Defendor de Peter Stebbings : Paul Carter
- 2010 : Fair Game de Doug Liman : Jack
- 2011 : L'Agence (The Adjustment Bureau) de George Nolfi : Charlie Traynor
- 2012 : Chronicle de Josh Trank : Richard Detmer
- 2013 : Man of Steel de Zack Snyder : Steve Lombard
- 2013 : Insaisissables (Now You See Me) de Louis Leterrier : Agent Fuller
- 2015 : Everest de Baltasar Kormákur : Jon Krakauer
- 2015 : Aux yeux de tous (Secret in Their Eyes) de Billy Ray : Reginald "Reg" Siefert
- 2016 : Viral d'Ariel Schulman et Henry Joost : Michael Drakeford
- 2018 : All Square de John Hyams : John
- 2021 : Zone hostile (Outside the Wire) de Mikael Håfström : Colonel Eckhart
- 2023 : Transformers: Rise of the Beasts de Steven Caple Jr. : l'agent Burke de l'organisation G.I. Joe (caméo)

#### Court métrage
- 2007 : Zoe's Day de Rebecca Gwynne : Le père

### Télévision

#### Séries télévisées
- 1994 : Lifestories: Families in Crisis : Le propriétaire du club de gym
- 2000 - 2001 / 2008 : Unité 9 (Level 9) : Wilbert "Tibbs" Thibodeaux
- 2000 / 2002 / 2006 : New York, unité spéciale (Law and Order : Special Victims Unit) : Barry / Mark / Luke Dixon
- 2001 : New York 911 : Chip Waller
- 2002 : The Shield : Sean Taylor
- 2002 / 2008 : New York, police judiciaire (Law and Order) : Douglas Karrell / Gary Talbot
- 2003 : Amy : Jack Barrett
- 2004 : The Jury : Keen Dwyer
- 2005 : Kojak : Inspecteur Bobby Crocker
- 2006 - 2007 : Les Soprano (The Sopranos) : Agent Ron Goddard
- 2007 : Les Experts : Miami (CSI : Miami) : Lucas Wade
- 2008 : Generation Kill : Capitaine Bryan Patterson
- 2008 : Fringe : John Mosley
- 2010 : Esprits criminels (Criminal Minds) : Agent spécial Jonathan Simms
- 2011 : New York, section criminelle (Law and Order: Criminal Intent) : Terrence Brooks
- 2011 : Criminal Minds : Suspect Behavior : Agent spécial Jonathan Simms alias « Le Prophète »
- 2011 : The Good Wife : Mickey Gunn
- 2011 - 2013 : Person of Interest : Agent Mark Snow
- 2013 - 2018 : House of Cards : Doug Stamper
- 2016 : Black Mirror : Arquette
- 2017 : Taboo : Dr Dumbarton
- 2017 : The Long Road Home : Gary Volesky
- 2019 - 2022 : Jack Ryan : Mike November
- 2020 : The Comey Rule : Andrew G. McCabe
- 2022 : Panthéon (Pantheon) : Van Leuwen / Un officier de l'Air Force (voix)
- 2023 : Opérations Spéciales : Lioness (Special Ops: Lioness) : Byron Westfield
- 2024 : The Penguin : Johnny Vitti

## Voix francophones
En version française, Michael Kelly est dans un premier temps doublé par Arnaud Bedouët dans Incassable, Sébastien Desjours dans The Shield, Jean-Philippe Puymartin dans  New York, unité spéciale et L'Échange, Guy Chapellier dans L'Armée des morts,  Guillaume Lebon dans Traqués, Alexis Victor dans Defendor et Emmanuel Quatra dans Fair Game.
À partir du début des années 2010, Marc Saez devient sa voix régulière, le doublant dans Criminal Minds: Suspect Behavior, Person of Interest, Man of Steel, The Long Road Home (en) ou encore The Comey Rule.  Parallèlement, l'acteur est doublé de manière sporadique par Fabien Jacquelin dans House of Cards, Aux yeux de tous et Jack Ryan ainsi qu'à titre exceptionnel par Xavier Fagnon dans L'Agence, François Delaive dans Chronicle, Arnaud Arbessier dans Insaisissables et Everest, Patrick Mancini dans Taboo, Laurent Pasquier dans Black Mirror et Marc Fayet dans Transformers: Rise of the Beasts.